# Pengő
Pengő var møntenheden i Ungarn fra 21. januar 1927 til den 31. juli 1946. 1 pengő var lig med 100 fillér.

## Indførelsen efter 1. verdenskrig
Efter 1. verdenskrig tabte den Østrig-ungarske krone, den hidtidige møntenhed i Østrig-Ungarn, stadig mere af sin værdi, grundet inflation. For at genoprette den økonomiske stabilitet blev pengő derfor i 1927 indført som ny ungarsk valuta. I begyndelsen modsvarede 3.800 pengő 1 kilo guld, og 1 pengő svarede til 12.500 østrigske kroner.

## Afslutningen på 2. verdenskrig
Pengő’en tabte næsten hele sin værdi efter 2. verdenskrig på grund af krigens ødelæggelser og en begyndende hyperinflation. For at forhindre en yderligere stigning i inflationen blev den såkaldte ”skatte-pengő” (på ungarsk: adópengő) indført uden dog at kunne forhindre pengős endeligt som møntenhed. Kursen mellem pengő og adópengő blev dagligt genberegnet.
Stabiliseringen af den ungarske økonomi kunne først opnås ved indførelsen af endnu en ny valuta, og således blev forint indført den 1. august 1946. 1 forint svarede til 400.000 kvadrillioner (400.000.000.000.000.000.000.000.000.000) pengő eller 200 mio. adópengő.

## Pengemængde i omløb
- 31. december 1939: 975 mio. pengő;
- 31. december 1945: 765.446 mio. pengő;
- 31. juli 1946: 47,3 kvadrillioner pengő og 5.176.212 kvintillioner (en kvintillion = 1 femtal og dernæst 36 nuller) adópengő.